# Арђинешти (Мехединци)
Арђинешти (рум. Arginești) насеље је у Румунији у округу Мехединци у општини Бутојешти. Oпштина се налази на надморској висини од 110 m.

## Становништво
Према подацима из 2002. године у насељу је живело 554 становника, од којих су сви румунске националности.